# Barranc de Ca l'Astor

El Barranc de Ca l'Astor, respecte del terme d'Abella de la Conca

El barranc de Ca l'Astor és un barranc, afluent del Rialb. Pertany a la conca del Segre, i discorre pels termes municipals d'Abella de la Conca (Pallars Jussà), en terres del poble de Bóixols, i de Coll de Nargó (Alt Urgell), en terres de l'antic terme de Gavarra.
Es forma just a ponent del Coll de Bóixols, rere les roques que delimiten per l'oest el coll, i en davalla en direcció sud-oest, fent bastants retombs. Travessa el Camí de Ca l'Astor, passa pel costat de llevant de la masia de Ca l'Astor, passa per l'extrem de ponent del Bosc de les Colladetes, poc després discorre pel costat de llevant de Casa Mata (o Cal Guitona). De seguida entra en el terme de la Baronia de Rialb, i poc després rep per l'esquerra el barranc de les Colladetes. Finalment, s'aboca en el Rialb just davant d'on va a morir el Camí del Riu, que prové de la Rua.

## Etimologia
El barranc pren el nom de la masia més important a prop de la qual passa, Ca l'Astor.